# Øvrighed
 Der er for få eller ingen kildehenvisninger i denne artikel, hvilket er et problem. Du kan hjælpe ved at angive troværdige kilder til de påstande, som fremføres i artiklen.

Øvrighed, også kaldet verdslig øvrighed, betegner de personer og/eller institutioner i et samfund, der har magten og er i det moderne demokrati, der bygger på magtens tredeling lig den udøvende magt. Grundloven nævner i § 63, at domstolene kan "påkende ethvert spørgsmål om øvrighedsmyndighedens grænser", dvs. retligt prøve, om det offentlige overholder gældende lovgivning.
Modstand mod øvrigheden kaldes civil ulydighed og kan komme til udtryk ved at nægte at efterkomme anvisninger eller påbud fra en offentlig myndighed.